# Cytosporina citriperda
Cytosporina citriperda är en svampart som beskrevs av Campan. 1922. Cytosporina citriperda ingår i släktet Cytosporina, divisionen sporsäcksvampar och riket svampar.   Inga underarter finns listade i Catalogue of Life.